# 최양오
최양오(崔養吾, 1897년 4월 21일~1973년 8월 26일)는 조선의 양반이자 정치인이며, 최규하 대통령의 부친이자 홍기 영부인의 시부이다.

## 생애
1897년 4월 21일 성균관 박사를 지냈던 최재민의 아들로 태어났다. 이후 이응선과 결혼해 3남을 낳고 장남 최규하 대통령이 국무총리가 되기도 전인 1973년 8월 26일 서거했다. 아내 이응선은 1983년 서거했다.

## 가족
- 부친 최재민(1849년~1933년)
- 모친 경주 이씨 이부덕(1850년~1914년)
  - 자신 최양오(1897년~1973년)
  - 부인 이응선(1899년~1983년)
    - 장녀 최경하(1914년~?)
    - 장남 최정희(1916년~?)
    - 차남 최규하(1919년~2006년)
    - 며느리 홍기(1916년~2004년)
      - 손자 최준홍(1941년~)
      - 손자 최종석(1951년~)
        - 증손녀 2명

      - 손녀 최종혜(1953년~)

    - 삼남 최정하(1920년~?)
    - 사남 최석하(1922년~?)
    - 오남 최명하(1924년~1998년)
    - 육남 최무하(1926년~?)
    - 칠남 최중하(1930년~2008년)
- 사돈어르신 최씨(한학자)
- 외사돈어르신 권중표(1845년~1884년)
  - 사돈 홍병순(한학자)
  - 사부인 권재희(1884년 이전~)